# Ridi pagliaccio
Ridi pagliaccio је двоструки студијски албум италијанске певачице Мине из 1988.

## Списак пјесама

### Први део
1. Il portiere di notte — 5:37
2. Moody’s Mood — 2:27
3. Canzoni stonate — 3:53
4. This Masquerade — 4:23
5. Into the Groove — 5:02
6. It’s Impossible (Somos novios) — 2:57
7. Un’ora — 3:27
8. You’ll Never Never Know — 2:53
9. La compagnia — 5:02
10. I Left My Heart In San Francisco — 3:10
11. Noi due nel mondo e nell'anima — 4:25

### Други део
1. Ridi pagliaccio — 2:12
2. Das Kind ist in dem Teller — 1:12
3. Lui, lui, lui — 4:16
4. È Natale — 4:20
5. L’ultimo gesto di un clown — 4:03
6. Dalai — 3:51
7. Un tipo indipendente — 5:03
8. Cuore, amore, cuore — 4:25
9. Bignè — 4:06
10. Rimani qui — 4:16

## Позиције на листама
| Листа (1988)              | Највиша позиција |
| ------------------------- | ---------------- |
| Европа (Music & Media)    | 51               |
| Италија (Musica e dischi) | 2                |